# گالریست (فیلم)
گالریست (انگلیسی: The Gallerist) فیلم دلهره‌آور آمریکایی به کارگردانی کتی یان و با بازی ناتالی پورتمن و جنا اورتگا است.

## داستان
یک گالری‌دار توطئه می‌کند تا مردی فوت شده را در رویداد آرت باسل میامی بفروشد.

## بازیگران
- ناتالی پورتمن
- جنا اورتگا
- دیواین جوی رندالف
- استرلینگ کی براون
- زک گالیفیناکیس
- دانیل برول
- چارلی ایکس‌سی‌ایکس
- کاترین زیتا جونز

## تولید
در اکتبر ۲۰۲۴، ناتالی پورتمن و جنا اورتگا برای بازی در فیلم گالریست انتخاب شدند که نویسندگی و کارگردانی آن را کتی یان بر عهده دارد. در دسامبر، دیواین جوی رندالف، استرلینگ کی براون، زک گالیفیناکیس، دانیل برول، چارلی ایکس‌سی‌ایکس، و کاترین زیتا جونز به جمع بازیگران پیوستند. شرکت ام‌آرسی تأمین مالی کامل فیلم را بر عهده دارد.
تصویربرداری اصلی در ۱۸ دسامبر ۲۰۲۴ آغاز شد.